# Старо-Новое
Старо-Новое — деревня в Старицком районе Тверской области. Входит в сельское поселение «Паньково».
Расположена в лесистой местности в верховьях реки Улюсть на западе Верхневолжской низменности. Находится в 14 км к северо-востоку от Старицы, в 55 км к юго-западу от Твери и почти примыкает к восточной окраине деревни Новое (с севера к ней примыкает деревня Старое).
Вблизи деревни проходит местная автодорога, ведущая на юго-запад в Паньково (на Старицу) и на северо-восток в Большие Борки (к М10, на Тверь). Ближайшая ж.-д. станция находится в посёлке Высокое (14 км к северо-западу, на линии Торжок — Ржев).
| 2008 | 2010 |
| ---- | ---- |
| 4    | ↘1   |